# Sálvese quien pueda (película)
Sálvese quien pueda es una película cómica argentina de Enrique Carreras estrenada el 5 de julio de 1984 y protagonizada por Alberto Olmedo, Jorge Porcel y Beatriz Bonnet. De la productora Aries Cinematográfica Argentina.

## Sinopsis
Otra obra del prolífico realizador argentino Enrique Carreras, esta vez concentrado en contar dos historias simultáneas: la de Hermenegildo, un químico enamorado de una viuda con tres hijas, y la del simpático y obeso Renato, un instrumentista de bandoneón que trabaja como detective privado.

## Reparto
- Alberto Olmedo/Hermenegildo
- Jorge Porcel  /Renato
- Beatriz Bonnet
- María Carreras
- Marisa Carreras
- Victoria Carreras
- Mario Sapag
- Carlos Garaycochea
- Mónica Gonzaga
- Marita Ballesteros
- Alberto Irízar
- Marisa Herrero
- Nancy Herrera
- Tatave Moulin
- Jacques Arndt
- Luis E. Corradi
- Oscar Mario Bassil
- Ricardo Jordán
- Doris Pierry
- Lilí Carrizo
- Héctor Armendáriz
- Mercedes Carreras ..Cameo
- Tato Bores ..Cameo